# Княжество Люнебург
Княжество Люнебург (на немски: Fürstentum Lüneburg; по-късно наричано и Fürstentum Celle е от 1269 до 1705 г. територия в Свещената Римска империя в днешна Долна Саксония.
Създава се през 1269 г. от земите на люнебургските князе чрез разделянето на Херцогството Брауншвайг-Люнебург и през 1705 г. загубва своята самостоятелност чрез присъединяването му към Курфюрство Брауншвайг-Люнебург, неговият глас в Имперския княжески съвет се водел по-нататък като „Брауншвайг-Целе“.
Столици на Княжеството Люнебург са градовете Люнебург (до 1378 г.) и Целе. Управлява се от династиите Велфи, Аскани (1371 – 1388). Княжеството има през 1409 г. територия от 11 000 km². През 1500 г. е в Долносаксонски имперски окръг.